# Phalangium palmatum
Phalangium palmatum is een hooiwagen uit de familie echte hooiwagens (Phalangiidae).